# 梅爾冰磧
71°53′S 9°18′E / 71.883°S 9.300°E
梅爾冰磧，是南極洲的冰磧，位於毛德皇后地的阿斯特里德公主海岸，處於加加林山脈北端，屬於奧爾萬山脈的一部分，根據挪威探險隊的測量和拍攝的空中照片繪入地圖，現時由南極條約體系管理。